# Helmuth Volkwein
Helmuth Andreas Volkwein (* 2. Juli 1920 in Aubing; † 31. März 2004) war ein deutscher Graphiker und Kunstmaler.
Volkwein besuchte die Volksschule in München-Neuaubing und die Berufsschule für das graphische Gewerbe. Nach einer Lehre mit Abschluss in München, dem Wehrdienst und einer Zeit in Kriegsgefangenschaft studierte er ebenfalls in München bei Albert Fessler und O. Malura. 1948 begann er als selbständig freischaffender Kunstmaler und Grafiker zu arbeiten. Nachdem er dort 1946 Mitglied geworden war, war er von 1968 bis 1978 Präsident des Berufsverbandes Bildender Künstler in München. Ab 1972 war er außerdem, nachdem er zunächst dem Präsidium angehört hatte, Präsident des Landesberufsverbandes Bildende Künstler Bayern. Ab 1975 saß er auch im Präsidium des Verbandes Freier Berufe in Bayern. Von 1980 bis 1985 gehörte er dem Bayerischen Senat an.